# Temporada da Basketligan de 2024-25
A Temporada da Svenska BasketLigan (SBL) de 2024–25 foi a 32ª edição da principal competição de clubes profissionais na Suécia, sendo que o Norrköping Dolphins defendia seu título e buscava seu quinto título consecutivo. Entre 21 de setembro de 2024 e 31 de janeiro de 2025 foi disputada a Copa da Suécia (em sueco:  Svenska Cupen) com com nova vitória do Norrköping Dolphins desta vez contra o BC Luleå.

## Equipes participantes
As nove equipes que disputaram a temporada 2023-24 retornaram para essa temporada e recebem o Högsbo Basket de Gotemburgo que havia sido campeão da Superettan 2023-24
| Equipe              | Cidade     | Arena                | Capacidade |
| ------------------- | ---------- | -------------------- | ---------- |
| Borås Basket        | Borås      | Boråshallen          | 3 000      |
| Högsbo Basket       | Gotemburgo | Gothia Arena         | 500        |
| Jämtland Basket     | Östersund  | Östersunds sporthall | 1 700      |
| Köping Stars        | Köping     | Karlsbergshallen     | 650        |
| Luleå               | Lula       | Luleå Energi Arena   | 2 700      |
| Nässjö Basket       | Nässjö     | Nässjö Sporthall     | 1 200      |
| Norrköping Dolphins | Norrköping | Stadium Arena        | 4 500      |
| Södertälje Kings    | Södertälje | Täljehallen          | 2 400      |
| Umeå BSKT           | Uma        | Umeå Energi Arena    | 2 000      |
| Uppsala Basket      | Uppsala    | Fyrishov             | 3 000      |

## Temporada regular

### Fórmula de competição
As equipes jogam entre si no sistema todos contra todos em total de 30 jogos. Ao término da temporada regular, os oito melhores colocados se enfrentam nos Playoffs (1º contra o 8º, 2º contra o 7º, 3º contra o 6º e 4º contra 5º), sendo que nas quartas de finais as séries são definidas em "melhor de cinco" e nas semifinais e finais o vencedor sai de uma série "melhor de sete". 

### Classificação
Fonte: sblherr.se e eurobasket/sweden

## Playoffs

#### Quartas de final
| Time 1              | Série | Time 2           | 1º Jogo  | 2º Jogo  | 3º Jogo  | 4º Jogo  | 5º Jogo  |
| ------------------- | ----- | ---------------- | -------- | -------- | -------- | -------- | -------- |
| Norrköping Dolphins | 3 - 0 | Södertälje Kings | 64 - 57  | 79 - 77  | 84 - 82  | -        | -        |
| Köping Stars        | 3 - 2 | Uppsala Basket   | 95 - 80  | 68 - 73  | 81 - 73  | 85 - 87  | 100 - 74 |
| Borås Basket        | 3 - 0 | Jämtland Basket  | 65 - 61  | 70 - 61  | 95 - 89  | -        | -        |
| BC Luleå            | 3 - 2 | Nässjö Basket    | 108 - 69 | 111 - 82 | 94 - 100 | 96 - 100 | 103 - 81 |

#### Semifinal
| Time 1              | Série | Time 2       | 1º Jogo | 2º Jogo | 3º Jogo | 4º Jogo | 5º Jogo | 6º Jogo | 7º Jogo |
| ------------------- | ----- | ------------ | ------- | ------- | ------- | ------- | ------- | ------- | ------- |
| Norrköping Dolphins | 4 - 0 | Köping Stars | 91 - 68 | 83 - 68 | 97 - 88 | 90 - 52 | -       | -       | -       |
| Borås Basket        | 4 - 3 | BC Luleå     | 84 - 80 | 69 - 85 | 79 - 58 | 88 - 78 | 80 - 88 | 64 - 65 | 70 - 56 |

#### Final
| Time 1              | Soma  | Time 2       | 1º Jogo | 2º Jogo | 3º Jogo | 4º Jogo | 5º Jogo | 6º Jogo | 7º Jogo |
| ------------------- | ----- | ------------ | ------- | ------- | ------- | ------- | ------- | ------- | ------- |
| Norrköping Dolphins | 4 - 1 | Borås Basket | 82 - 76 | 73 - 79 | 87 - 70 | 74 - 72 | 74 - 73 | -       | -       |

## Premiação
| Svenska Basketligan 2024-25      |
| Västergötland                    |
| -------------------------------- |
| Norrköping Dolphins (10° título) |

## Clubes suecos em competições internacionais
| Clube               | Competição        | TR | TR | PO | PO | Resultado                                                                                      |
| Clube               | Competição        | V  | D  | V  | D  | Resultado                                                                                      |
| ------------------- | ----------------- | -- | -- | -- | -- | ---------------------------------------------------------------------------------------------- |
| Norrköping Dolphins | Liga dos Campeões | 1  | 0  | -  | -  | Classificado - vencendo BC Sabah nas quartas de finais do Torneio Classificatório 1 (75-71)    |
| Norrköping Dolphins | Liga dos Campeões | 0  | 1  | -  | -  | Eliminado - derrotado por Fribourg Olympic nas semifinais do Torneio Classificatório 1 (79-80) |
| Norrköping Dolphins | Copa Europeia     | 1  | 5  | -  | -  | Eliminado - como 3º colocado no Gr. G na Temporada regular                                     |